# Cuisles
Cuisles ist eine französische Gemeinde mit 127 Einwohnern (Stand: 1. Januar 2022) im Département Marne in der Region Grand Est (vor 2016 Champagne-Ardenne). Sie gehört zum Arrondissement Reims und zum Kanton Dormans-Paysages de Champagne. 

## Geographie
Cuisles liegt etwa 30 Kilometer südwestlich von Reims.
Nachbargemeinden von Cuisles sind Olizy im Norden und Nordwesten, Jonquery im Norden und Nordosten, Baslieux-sous-Châtillon im Süden und Osten, Châtillon-sur-Marne im Süden und Südwesten sowie Anthenay im Westen.

## Geschichte
Von 1973 bis 2006 war Cuisles Teil der Nachbargemeinden Châtillon-sur-Marne.

## Bevölkerungsentwicklung
| Jahr                       | 1962 | 1968 | 1975  | 1982  | 1990  | 1999  | 2006 | 2018 |
| Einwohner                  | 141  | 130  | (109) | (110) | (117) | (137) | 139  | 128  |
| Quellen: Cassini und INSEE |      |      |       |       |       |       |      |      |

## Sehenswürdigkeiten
- Kirche Saint-Gervais-et-Saint-Protais